# 我的女友是藍領/她的作為、我的遭遇/巨乳妻完全捕獲計劃/我妻子被那傢伙睡了。
《我的女友是藍領/她的作為、我的遭遇/巨乳妻完全捕獲計劃/我妻子被那傢伙睡了。》是日本成人遊戲公司élf於2011年12月8日發售的冒險類型日本成人遊戲，本作品是《民工系列》的第一作，其他冠有民工系的同公司作品與本作並無故事上的關聯性。中文通常簡稱「我的女友是藍領」或「我的女友是民工系」。

## 概述
如同遊戲標題所示，本作以NTR為主題。遊戲標題分為四個部份，分別表示本作品的四個章節，在第一、二和第四章中以主角田中為第一人稱視角，第三章以會田為第一人稱視角進行。玩家透過不同的視點了解NTR的始末。本作品的時間跨度長達數十年，並且有許多不同的結局。

## 登場人物
聲優名字未公開。
田中雅史
一級建築師。在第一章時是個打工族，體力很差，個性老實、懦弱、善良，性知識薄弱、陰莖短小而且早洩。在工地工作的時候對工地現場的領班美咲一見鍾情，兩人相愛並結婚之後，雅史繼承了美咲家的工務店並擴大發展。
田中美咲
田中的妻子，舊姓海藤，胸圍92公分，G罩杯。在第一章時為19歲，代替重病的父親在工地現場擔任領班，力氣非常大，她和雅史結婚之後考取了美容師的資格，經營美容院。和田中一樣性知識薄弱。
會田
會田建設公司老闆的公子，第一章時31歲，非常有錢。他愛慕著美咲卻得不到她的心，便想方設法要睡走她。
黑川
會田建設公司的員工，協助會田並提供策略給他。
珍念
會田建設公司的員工，協助會田並提供策略給他。
鹽原
田中一級建築師事務所的員工，在工作上的表現很傑出。是個撲克臉，沒有人知道他在想些什麼。他是第四章的關鍵人物。
鹽原奈緒
鹽原的妻子，本作的女配角。由於被鹽原撞見自己與學生時代的朋友搞外遇，她與鹽原之間發展成扭曲的關係。
關東煮攤老闆
美咲經常光顧的關東煮攤的老闆。
中野
鹽原奈緒外遇的對象，經常在墓地一帶遊蕩。

## 外部連結
- ボクの彼女はガテン系/彼女がした事、僕がされた事/巨乳妻完全捕獲計画/ボクの妻がアイツに寝取られました。 （页面存档备份，存于） 美少女ゲームライブラリー（日語）
- ボクの彼女はガテン系/彼女がした事、僕がされた事/巨乳妻完全捕獲計画/ボクの妻がアイツに寝取られました。 （页面存档备份，存于） ErogeTrailers（日語）
- Boku no Kanojo wa Gatenkei/Kanojo ga Shita Koto, Ore ga Sareta Koto/Kyonyuu Tsuma Kanzen Hokaku keikaku/Boku no Tsuma ga Aitsu ni Netoraremashita （页面存档备份，存于） The Visual Novel Database（英文）